# Горбань, Иван Степанович
Ива́н Степа́нович Горбань (7 октября 1928, Займище (Талалаевский район) — 30 января 2000, Киев) — учёный, доктор физико-математических наук (с 1965 г.), профессор, академик НАН Украины (с 1992 г.), лауреат Государственной премии УССР в области науки и техники (1987).

## Биография
Родился 7 октября 1928 года в селе Займище.
По окончании средней школы в Краматорске в 1947 году поступил учиться на физический факультет Киевского государственного университета имени Т. Шевченко, который закончил в 1952 году. В этом же году поступил в аспирантуру по специальности «Оптика», которую закончил в 1955 году, защитив кандидатскую диссертацию. С 3 мая 1972 по 30 января 2000 года работал на должности заведующего кафедрой экспериментальной физики физфака Киевского университета им. Шевченко. В 1980—1987 годах, как председатель Научно-методического совета Минвуза Украины по физике, был рецензентом и редактором нескольких престижных учебных изданий по физике для вузов СССР и УССР.
Умер 30 января 2000 года в Киеве. Похоронен в Киеве на Байковом кладбище.

## Научная и общественная деятельность
Иван Горбань занимался проблемами преподавания общего курса физики для физиков. Он автор одной монографии, пяти учебников и учебных пособий с грифом министерств, двух пособий университетского издания. Написанные им учебники по курсу оптики рекомендованы не только студентам университетов Украины, а используются в университетах других стран, где они вышли в переводе.
И. С. Горбань был автором и в разное время лектором таких нормативных курсов, как:
- Колебания и волны;
- Оптика с новейшими достижениями;
- Классическая механика;
- Дополнительные главы физики для магистров;
- Нобелевская тематика и современная физика.

Разработал серию спецкурсов:
- Оптические измерения;
- Проблемы современной физики;
- Спектроскопия многоатомных молекул;
- Нелинейная оптика;
- Радиоспектроскопия;
- Оптические спектры кристаллов;
- Квантовая механика кристаллических дефектов.

Организовал:
- специализацию «Фотоника»;
- научную лабораторию электронно-оптических процессов;
- научную лабораторию по радиоспектроскопии;
- физический практикум по радиоэлектронике;

vспецпрактикум по квантовой электроники;
- спецпрактикум по радиоспектроскопии;
- спецпрактикум для специализации «Фотоника».

Научные интересы И. С. Горбаня были сосредоточены в отраслях спектроскопии, физики твёрдого тела, физики низких температур и квантовой электроники.
Достижения:
- разработаны основы количественной спектроскопии слоистых кристаллов, изучены оптические свойства кристаллов карбида кремния, на основе которых разработаны полупроводниковые приборы, способные работать в критических условиях;
- исследована радиационная стойкость лазерных материалов и физика эксимерных лазеров;

впервые достигнуты условия, при которых наблюдаются фазовые превращения квазимолекулярного типа в электронно-дырочной системе кристаллов и полученная электронно-дырочная квантовая жидкость и другое.
Выполнил 32 научно-технические разработки на хозяйственно-договорной основе, что принесло университету 3745 тысяч рублей прибыли (в ценах до 1989 года), и на основе грантов — на сумму свыше 300 тысяч гривен.
Был руководителем головной организации СССР при выполнении в 1981—1990 годах научных разработок:
- «Исследование возможностей параметрического преобразования мирового излучения»;
- «Исследование импульсного периодического возмущения активной среды УФ-излучения в излучение видимого и ИК-диапазонов»;
- «Исследование новых регистрирующих материалов для запоминающих информаций»;
- «Разработка физических основ запоминания световых сигналов диэлектрическими кристаллами» и научным руководителем международной программы при выполнении научной темы «Разработка и выпуск лазера на ArF и KrF для микротехнологий» (1990—1991 годы).

За время работы в университете им было подготовлено 40 кандидатов наук, из которых позднее 6 стали докторами наук. Имеет более 310 научных публикаций.
Входил в состав редакционных советов международного журнала «Физика низких температур» и научно-популярного «Пульсар». Был членом Оптического общества им. Д. С. Рождественского, членом Комитета по государственным премиям Украинской ССР при Совете Министров УССР и др.